# Silipeng (sockenhuvudort i Kina, Hubei Sheng, lat 30,95, long 113,61)
Silipeng (kinesiska: 四里棚, 四里棚街道) är en sockenhuvudort i Kina. Den ligger i provinsen Hubei, i den centrala delen av landet, omkring 76 kilometer nordväst om provinshuvudstaden Wuhan. Antalet invånare är 24 438. Befolkningen består av 11 444 kvinnor och 12 994 män. Barn under 15 år utgör 11,0 %, vuxna 15-64 år 78 %, och äldre över 65 år 9,0 %.
Runt Silipeng är det tätbefolkat, med 683 invånare per kvadratkilometer. Närmaste större samhälle är Chengzhong, 5,6 km väster om Silipeng. Trakten runt Silipeng består till största delen av jordbruksmark.
Genomsnittlig årsnederbörd är 1 441 millimeter. Den regnigaste månaden är juli, med i genomsnitt 203 mm nederbörd, och den torraste är december, med 19 mm nederbörd.